# Elián Irala
Elián Irala, né le 6 juillet 2004 à Castelar en Argentine, est un footballeur argentin qui joue au poste de milieu défensif à San Lorenzo.

## Biographie

### En club
Né à Castelar, dans la province de Buenos Aires en Argentine, Elián Irala est formé par le San Lorenzo de Almagro. En juin 2022 il est convoqué pour la première fois avec l'équipe première par l'entraîneur Rubén Darío Insúa (en).
Il joue son premier match en professionnel le 28 janvier 2023, lors d'une rencontre de championnat face au Arsenal de Sarandí. Il entre en jeu et son équipe s'impose par un but à zéro,. 
Irala inscrit son premier but en professionnel le 25 août 2024, lors d'une rencontre de championnat contre le Talleres de Córdoba. Titularisé ce jour-là, il marque sur un service de Iván Leguizamón et son équipe s'impose par deux buts à zéro.